# Valemax
Los barcos Valemax son una flota de graneleros de gran tamaño (VLOC) propiedad o fletados por la empresa minera brasileña Vale S.A. para transportar mineral de hierro desde Brasil a puertos europeos y asiáticos. Con una capacidad que oscila entre 380.000 y 400.000 toneladas de peso muerto, los buques cumplen con el estándar Chinamax de medidas de buques para límites de calado y manga (tamaño máximo permitido de 24 m (79 pies) de calado, 65 m (213 pies) de manga y 360 m (1180 pies) de eslora). Los barcos Valemax son los graneleros más grandes jamás construidos, en términos de tonelaje de peso muerto o eslora total, y se encuentran entre los barcos más largos de cualquier tipo actualmente en servicio.
El primer buque Valemax, MS Vale Brasil, se entregó en 2011. Inicialmente, se esperaba que los 35 buques de la primera serie estuvieran en servicio en 2013, pero el último buque no se entregó hasta septiembre de 2016. A finales de 2015 y principios de 2016, las navieras chinas encargaron 30 buques más con entregas en 2018-2020. Una naviera japonesa encargó otros tres buques, con lo que el número total de buques Valemax ascenderió a 68 en 2020.